# Diapason (lutherie)

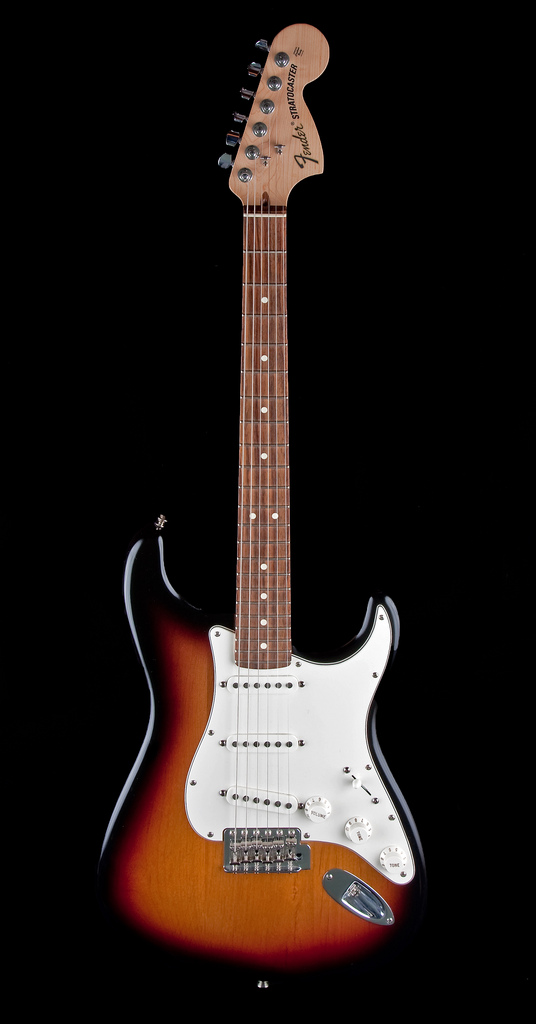
Le diapason est la distance entre le chevalet et le sillet. Ici une Fender Stratocaster d'un diapason de 648 mm ou 25,5 pouces.

En lutherie, le diapason désigne pour les instruments à cordes la longueur de la corde à vide (sur la guitare, approximativement le double de la longueur entre le sillet de tête et la douzième frette, soit la longueur du sillet de tête au sillet de chevalet). La basse électrique a généralement un diapason de 34 pouces (864 mm). Les guitares électriques ont des diapasons allant de 24,5 pouces (Gibson Les Paul) à 25,5 pouces (Fender Stratocaster).